# Valerio Sacco
Valerio Sacco (Roma, 3 settembre 1967) è un doppiatore italiano.

## Doppiaggio

### Film
- Jay Laga'aia in Star Wars - Episodio II - L'attacco dei cloni, Star Wars - Episodio III - La vendetta dei Sith
- Bam Margera in Jackass: The Movie, Jackass 3D
- Mads Mikkelsen in Doctor Strange
- Ray Park in Star Wars - Episodio I - La minaccia fantasma
- Jonathan Aris in Rogue One: A Star Wars Story
- Jackie Chan in New Police Story
- Terrence Howard in Angel Eyes - Occhi d'angelo
- Vin Diesel in Compagnie pericolose
- Tygh Runyan in Snakes on a Plane
- Noah Emmerich in Life
- John Lone in In trappola
- Brandon Lee in Drago d'acciaio
- Michasha Armstrong in Caos
- Mathieu Kassovitz in Assassin(s)
- Yann Hnautra in Yamakasi - I nuovi samurai
- Daran Norris in Veronica Mars - Il film
- Timothy Kiefer in Un amore senza tempo
- Shane Sparks in Inarrestabile

### Serie televisive
- Harry Hamlin in Avvocati a Los Angeles
- Peter Dinklage in Threshold
- Bryan Genesse in Street Justice
- Evan Mirand in Glory Days
- Granville Adams in Oz
- Kieran Mulroney in Dalla Terra alla Luna
- David Lee Smith in CSI: Miami
- Justin Rain in Fear the Walking Dead
- McCaleb Burnett in Daredevil

### Serie animate
- Baker in Orsi sotto il tetto
- Shadow in Il ritorno di Jackie Chan
- DarkKnightmon in Digimon Fusion Battles
- Cronus in Class of the Titans
- Lui in The Powerpuff Girls
- Escanor in The Seven Deadly Sins - Nanatsu no taizai
- Jidan in Tweeny Witches
- Ozai in Avatar - La leggenda di Aang

### Documentari e programmi TV
- Voce narrante in Quark atlante - Immagini dal pianeta, Il lato oscuro dell'amore, Vite da star, Superquark - prepararsi al futuro, Quei secondi fatali (dalla 3ª stagione), Passaggio a Nord Ovest,  Noos - L'avventura della conoscenza
- Steve Irwin in Il diario di Bindi
- Voce alternativa di Superquark
- Voce di Voyager

### Videogiochi
- Patrick Narracott/Faine in Agatha Christie: E non ne rimase nessuno[1]
- Lanterna Verde in LEGO Batman 3: Gotham e oltre[2]
- Lyle Thompson in Cyberpunk 2077[3]

### Pubblicità
- Speaker ufficiale di Fox Kids (2000-2005), Jetix (2005-2009), Frisbee (2010-2013), K-2 (2004-2009) e K2 (2009-2018).